# Trochosula grazianii
Trochosula grazianii är en spindelart som först beskrevs av Lodovico di Caporiacco 1939.  Trochosula grazianii ingår i släktet Trochosula och familjen vargspindlar.
Artens utbredningsområde är Etiopien. Inga underarter finns listade i Catalogue of Life.